# Puklicův dům
Puklicův dům (Krajinská 2, čp. 36) je městský dům v Českých Budějovicích. Je chráněn jako kulturní památka. Stojí na severozápadním rohu náměstí Přemysla Otakara II. při ústí Krajinské ulice. V domě sídlí prodejna CD a Britské centrum.

## Architektura

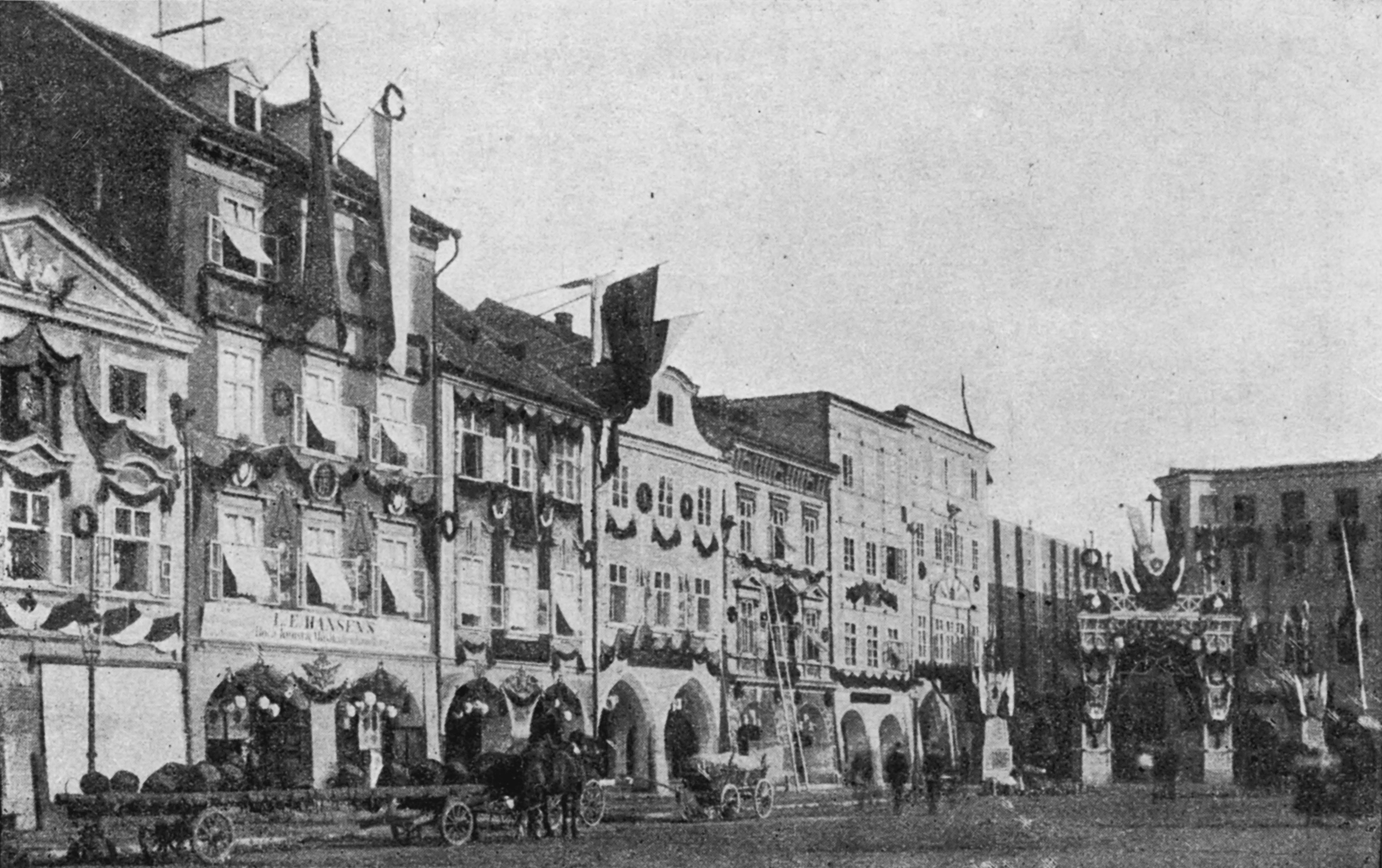
Historický snímek z roku 1895 u příležitosti návštěvy císaře Františka Josefa I.

Budova byla vystavěna na gotické nárožní parcele. Jádro domu je renezanční, nástavba pochází z 2. poloviny 19. století. Fasáda a rohová věžička jsou secesního typu.
Současná nárožní věžička pochází z roku 1902. Před tímto datem nástavba chyběla, jak je patrné na historickém snímku z roku 1895. Tvar věžičky byl navržený podle tehdejších amerických mrakodrapů. Při rekonstrukci domu v 80. letech 20. století se objevily žádosti na uvedení domu do původního stavu. To se však nestalo, realizace by byla obtížná, původní nástavba pravděpodobně byla dřevěná.
Během rekonstrukce v 80. letech 20. století došlo k objevu a zrestaurování pozdně gotického trámového stropu v síni prvního patra.
Dům je na straně do náměstí opatřen podloubím, do Krajinské ulice podloubí není a začíná až u následujícího domu.

## Historie

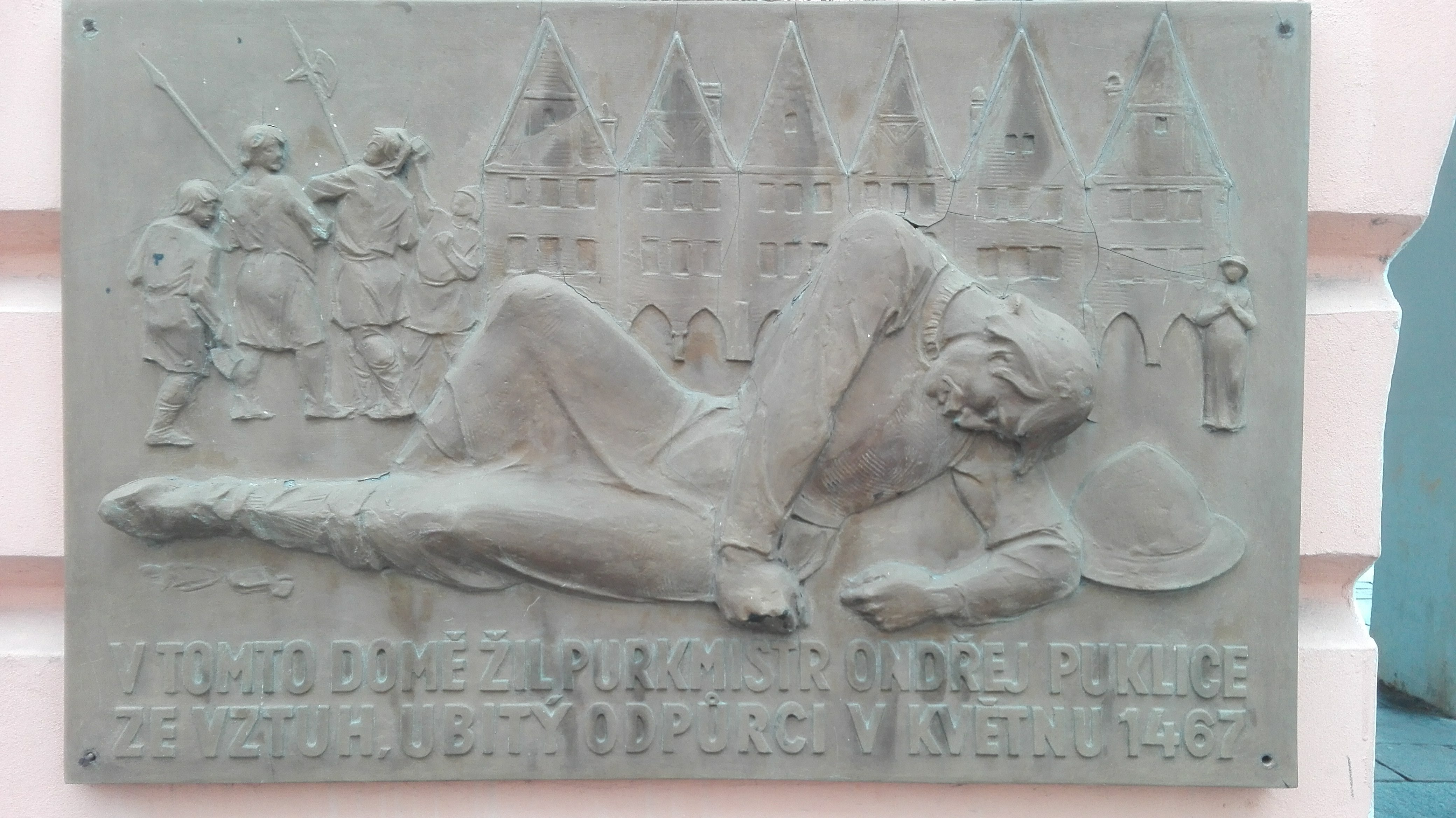
Pamětní deska Ondřeje Puklice

V domě byl roku 1467 zavražděn českobudějovický purkmistr Ondřej Puklice ze Vztuh. Puklice, první český purkmistr Českých Budějovic, byl odpůrcem Rožmberků a jejich německých přívrženců na území města. Když se dozvěděl, že dominikánský kazatel Mondl objíždí města a informuje o klatbě[nepřesný odkaz] uvržené na krále Jiřího z Poděbrad, svolal městskou radu, kde bylo rozhodnuto město uzavřít a kazatele dovnitř nevpustit. Mezitím přichystali Puklicovi odpůrci Tomáš Frühauf a Matěj Rabenhaupt vzpouru, ráno vtrhli do Puklicova domu a než stihli purkmistrovi přívrženci připravit protiútok, prorazil platnéř Jan Aufunddahin vrata a dav spiklenců se vrhl na Pukliceho, kterého surově napadli a stáhli po schodišti na ulici, kde ztratil vědomí. Poté vtrhli na radnici, zajali Ondřeje Sovu ze Srubce a zvolili vlastní městskou radu. Mezitím byl Puklice odnesen zpět do domu, kde se probral a sepsal poslední vůli. Když se to spiklenci dozvěděli, vtrhli k němu opět a smrtelně zraněného ho v neckách odnesli do městské šatlavy, kde v pátek po Božím těle skonal (uváděno např. 21. května 1467). Dnes je dům označován jeho jménem.